# Van den Berghe de Limminghe
Van den Berghe de Limminghe was een Belgisch adellijk geslacht, afkomstig uit Leuven, waarvan de geschiedenis terugging tot in de 13de eeuw. Ze behoorden aanvankelijk tot het patriciaat van deze stad en bouwden vandaar aan hun opgang in de feodale maatschappij.
Sinds de 17de eeuw werd hun pretentieuze afstamming van het Leuvense geslacht Uten Liemingen officieel erkend door Karel II van Spanje en werd Charles van den Berghe verheven tot graaf van Limminghe.

## Oorsprong

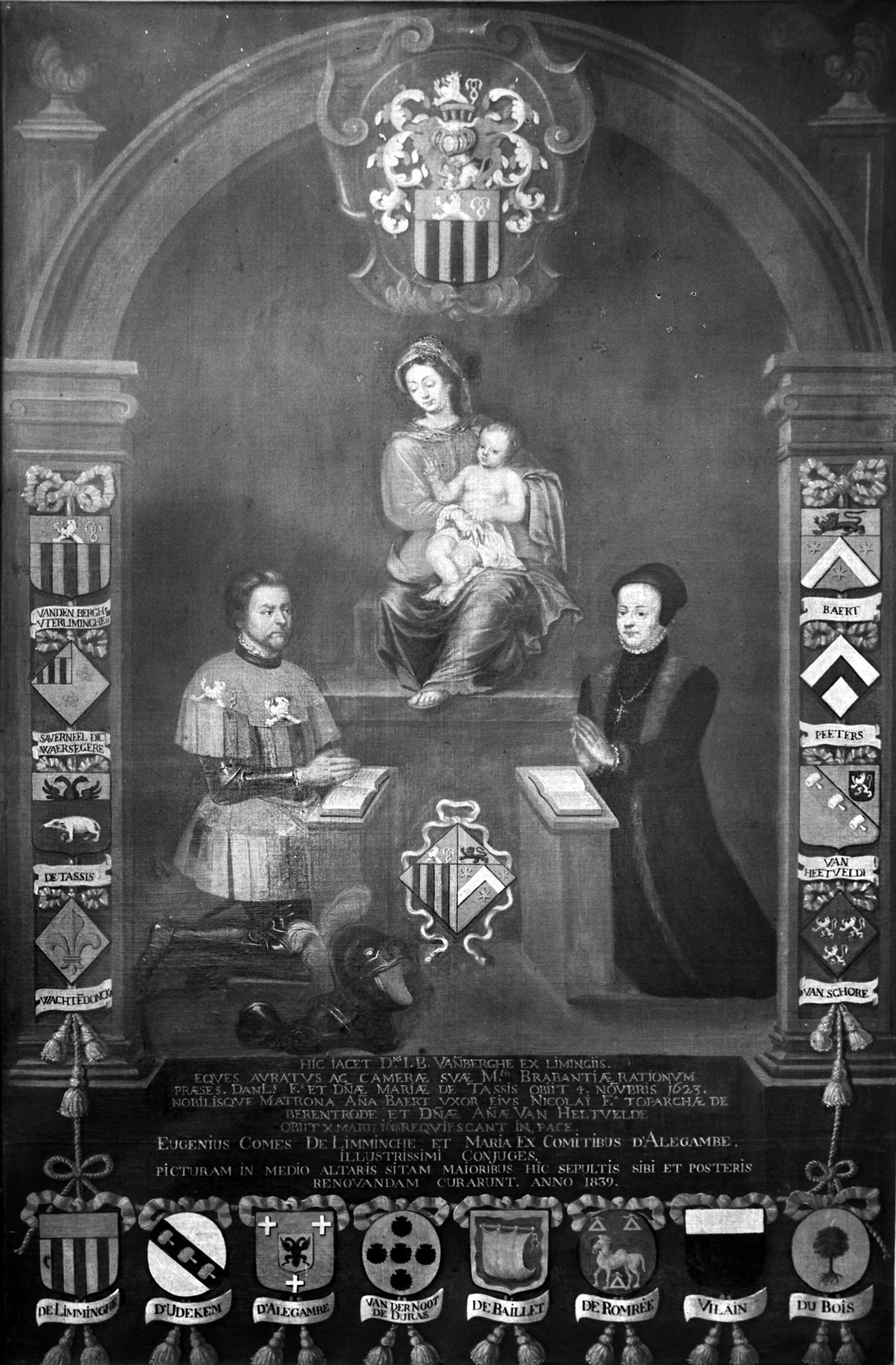
Wapenbord van Jean-Baptiste van den Berghe (†1623) en Anne Baert (†1618) in de Brusselse Zavelkerk.

### Leuven
De algemeen aanvaarde stamboom van de Leuvense familie start bij Godfried van den Berghe, dewelke verschillende malen schepen was van de stad tussen 1210 en 1257. Om in die tijd tot het stadsbestuur toegelaten te worden diende men te bewijzen af te stammen van de fictieve graaf Bastijn van Leuven en zijn Zeven Geslachten. Sindsdien heeft de familie volgehouden af te stammen van Eberwijn Uten Liemingen, gehuwd met Bastijn's dochter, Plectrudis van Leuven.
Tot ver in de 17de eeuw heeft bijna elke mannelijke nakomeling gezeteld in een van de stedelijke bestuursraden van Leuven. Ook leverden ze 4 burgemeesters die een gezamenlijke 10 ambtsperiodes hebben uitgeoefend.

### Brussel
Naast zij die religieuze functies opnamen in instellingen buiten Leuven, was Daniel van den Berghe (†1554) de eerste die carrière maakte buiten die stad. Hij was lid van de Raad van Vlaanderen en huwde Marie de Tassis (†1601), dochter van Jean Baptiste de Tasis. Deze eerste alliantie met het geslacht Thurn und Taxis bracht fondsen en landgoederen met zich mee en lanceerde de familie in de hogere klassen van de maatschappij. Hun oudste zoon, Jean-Baptiste van den Berghe, zette de Brusselse trend verder en werd Voorzitter van Rekenkamer van Brabant en trouwde met Anne Baert de Berentrode.
In de daaropvolgende decennia werd de Brusselse burgemeester Charles van den Berghe de Limminghe en zijn nageslacht tot graaf verheven door Karel II van Spanje. Hij was heer van Neufchapelle, van Piétrebais, van Grez, van Saint-Laurent en van Nodebais. Tussen 1700 en 1741 had hij verschillende functies in het stadsbestuur van Brussel en nam hij een moedig standpunt in tegenover de machthebbers bij de veroordeling van Frans Anneessens. Hierdoor genoot hij populariteit in de stad. De adelbrief liet toe de titel naar eigen goeddunken te verbinden aan eender welke heerlijkheid ze in hun bezit hadden. Hoewel hij dit aanvankelijk deed, schakelde Charles al snel over tot het gebruik van de titel graaf van Limminghe.

## Naam en Wapen
Gezien de achternaam van de familie vrij vaak voorkwam, trachtte ze zich in Brussel te onderscheiden door uitdrukkelijker gebruik te maken van hun afstamming uit de Leuvense Geslachten met het fictieve toponiem Limminghe. De grafsteen van het koppel van den Berghe-Baert in de Brusselse Zavelkerk noemde hen als 'van den Berghe ex Liminghiis'.
Het is vooral hun kleinzoon, Lamoral-François (†1700) derde zoon van Lamoral en Catherine de Tassis, die het aanzien van de familie erg hoog in het vaandel droeg. Félix Victor Goethals noemde hem in 1857 een "verwaand en ijdel personage". Bij het overlijden van de advocaat-generaal bij de Raad van Brabant, François d'Hullegarde, neemt hij -als Voorzitter van de Rekenkamer van Brabant- aanstoot aan het feit dat de weduwe het wapen van de familie Hullegarde blijft dragen. Dit wapen kwam exact overeen met datgene van de familie van den Berghe, namelijk:
...d'or à trois pals d'azur, au chef de gueules chargé d'un lion naissant d'argent, armé, mapassé et couronné d'or.— Félix Victor Goethals, Miroir des notabilités nobiliaires de Belgique, p.387
Nadat de Soevereine Raad van Brabant besliste dat de weduwe d'Hullegarde in haar recht was nam Lamoral-François zijn toevlucht tot Karel II van Spanje. Niet enkel vroeg en kreeg hij in 1678 het recht om zijn familiaal wapen te vervangen door dat van het geslacht Uten Liemingen, de naam officieel te incorporeren in de zijne, maar ook om zijn wapen te voorzien van een ongezien aantal toevoegingen en kleuren. Het haast koninklijke voorkomen stond in schril contrast met het feit dat de familie eigenlijk geen feodale titel bezat en voortkwam uit een patriciërsfamilie van lage oeradel.

## Eigendommen

### Piétrebais

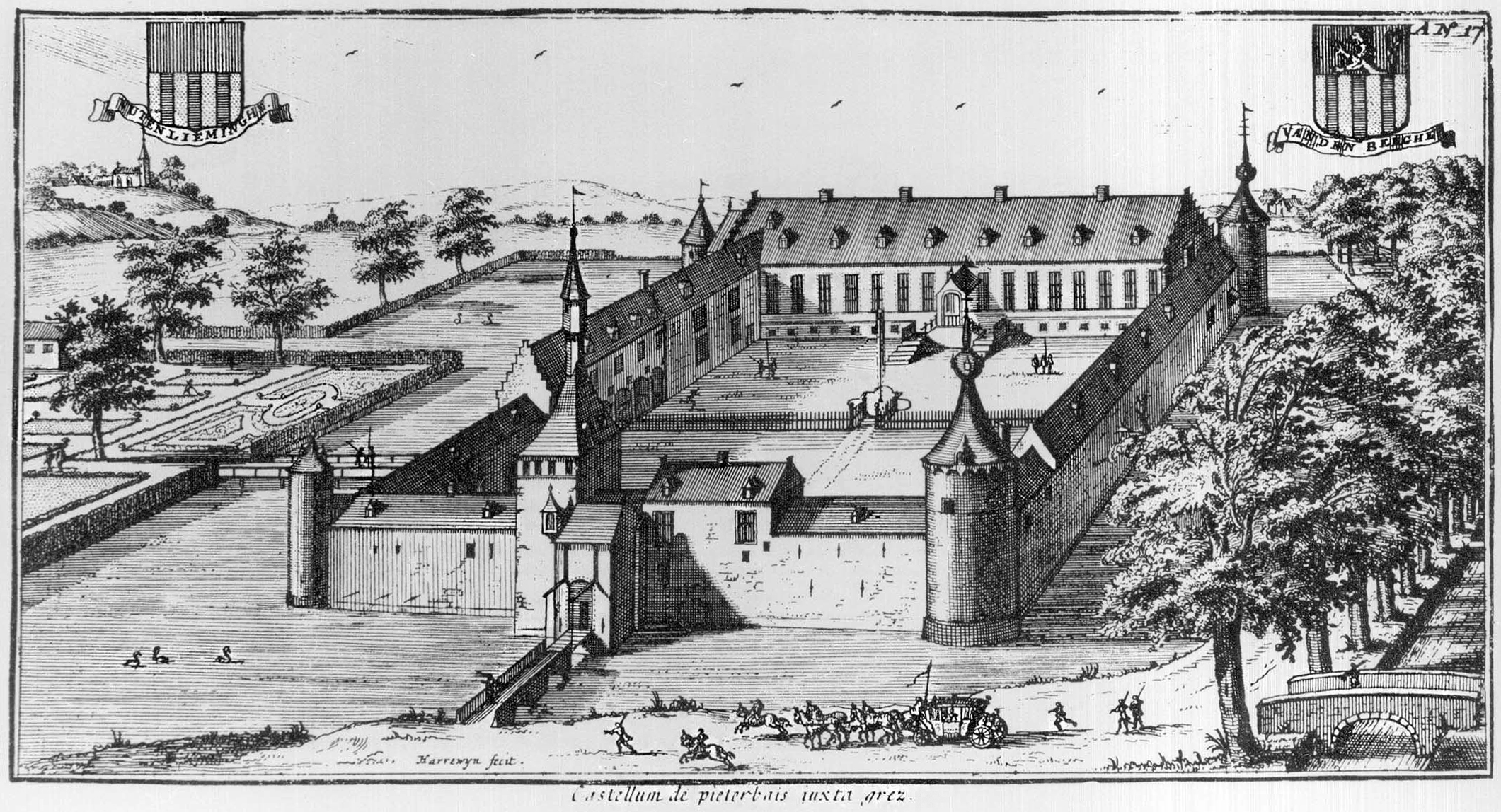
Kasteel van Piétrebais

Lamoral van den Berghe kocht in het begin van de 17de eeuw het kasteel van Piétrebais bij Grez-Doiceau van de familie d'Oultremont. De familie liet een aanzienlijk aantal uitbreiding- en verfraaiingswerken uitvoeren en vandaag toont de grote toegangspoort nog steeds de wapens van de families van den Berghe en Uten Liemingen.
Het kasteel werd rond 1800 verkocht aan Hertog Charles de Looz-Corswarem.

### Hôtel de Limminghe

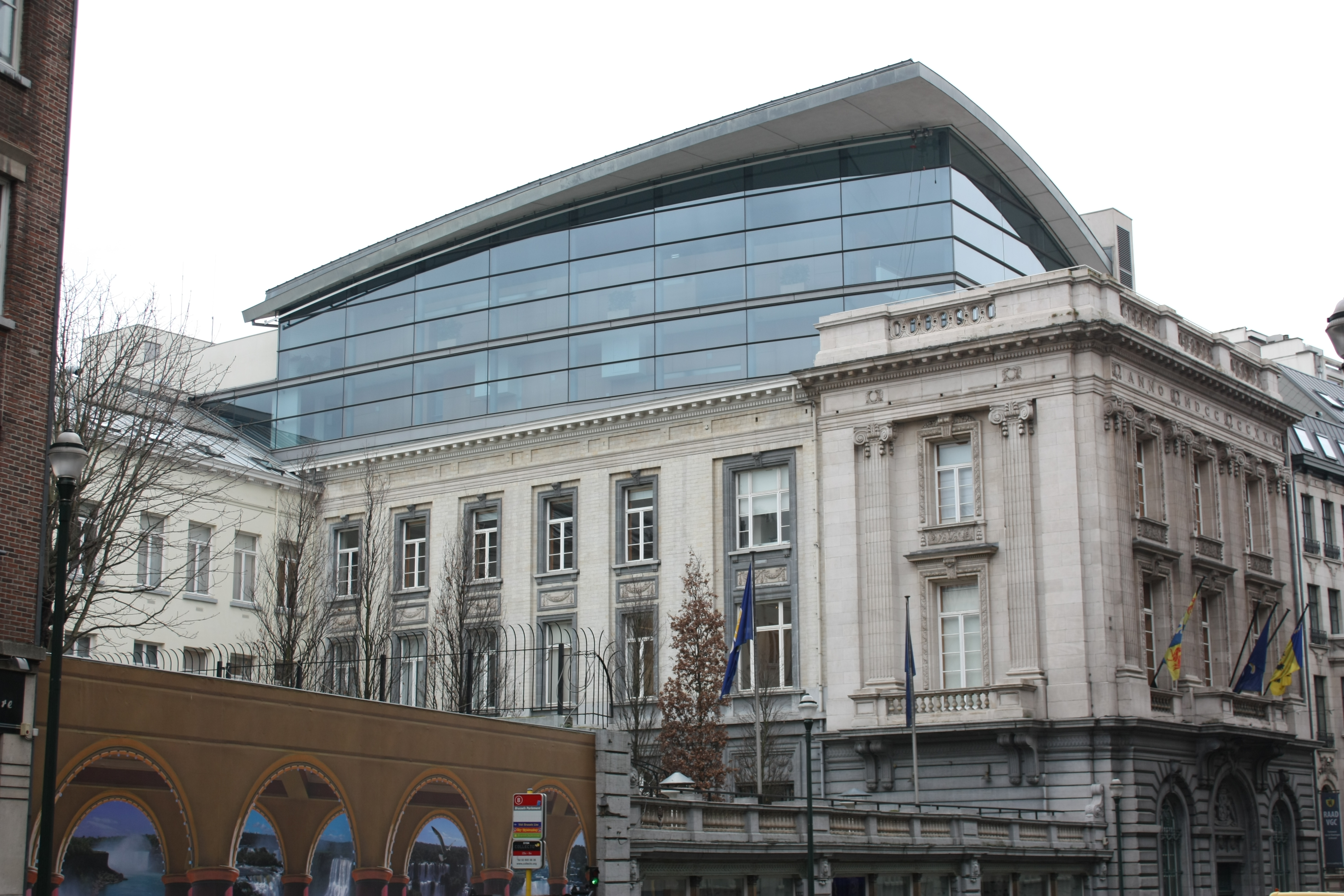
Het Hôtel vandaag als parlement voor het Brussels Hoofdstedelijk Gewest.

Graaf Charles van den Berghe de Limminghe koopt op het einde van 1695 een door bombardementen vernield perceel in Brussel. Op de gronden stonden alleen ruïnes die eventueel gedeeltelijk werden hergebruikt. Nadat er, op basis van expertises door beëdigde stadsopmeters, akkoorden met de naburige eigenaars waren afgesloten om in de toekomst elk conflict inzake mede-eigendom ter vermijden werd er zo snel mogelijk met de werken gestart.
Zo bouwden Charles en zijn echtgenote Anne-Isabelle Arrazola de Oñate een prestigieus herenhuis, waarschijnlijk het belangrijkste in de wijk. In de loop van de volgende jaren betaalden zij immers de meeste belastingen.
Het Hôtel de Limminghe huist vandaag het Brussels Hoofdstedelijk Parlement, maar zag er vroeger enigszins anders uit. Het zou bestaan hebben uit een gebouw met twee verdiepingen, links voorafgegaan door een minder hoge vleugel met de eretrap, de paardenstallen en de koetsenstal. De koer was van de rechtsgelegen eigendom gescheiden door een grote muur. Waarschijnlijk stond aan die zijde het huidige voorgebouw met de diensttrap er nog niet. Binnenin is de schikking nauwelijks veranderd.
Het Hôtel de Limminghe werd in 1763 verkocht aan notarisfamilie Nuewens.

### Zeeland en Utrecht

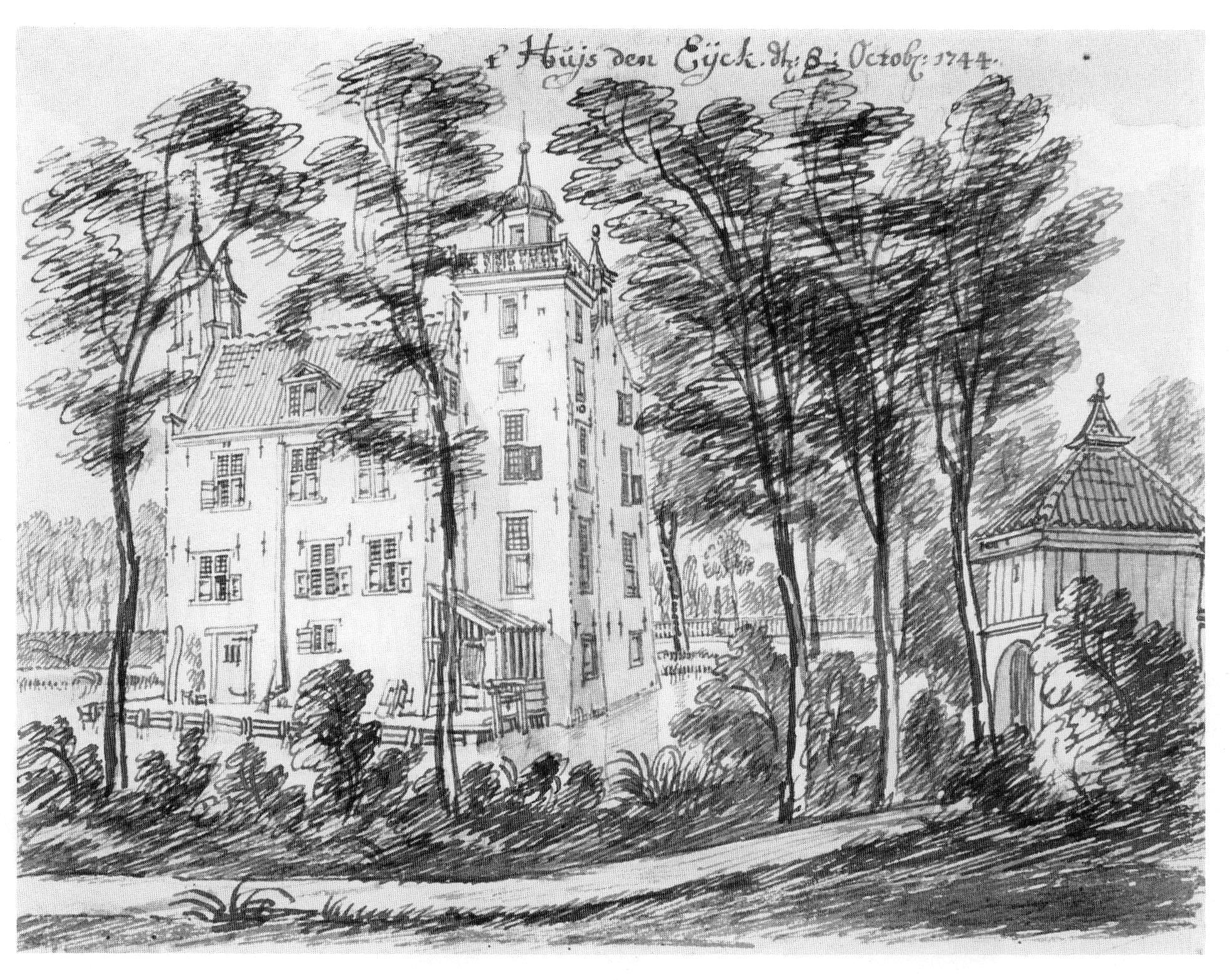
Huis Den Eyck, oktober 1744

Via het huwelijk van Corneille van den Berghe (†1738) met Anne-Marie van de Werve komt de oudste tak van de familie in het bezit van een groot aantal landgoederen en opbrengsteigendommen in Zeeland en rond Utrecht. Zij worden o.a. heer van de ambachten Westkerke, Hegge en Stavenisse.
Corneille en zijn echtgenote bleven naar alle waarschijnlijkheid echter in Brussel wonen en besteedde de eigendommen uit; hijzelf bleef immers Meester in Rekenkamer van Brabant en zijn kinderen werden allen in Brussel geboren. Deze kinderen verhuizen naar het Utrechtse wanneer ze op huwbare leeftijd komen. Zijn oudste zoon, Hendrik, neemt intrek op Huis Den Eyck, dat hij erft van Arnold van Ravenswaay (†1706), zijn achterneef. Hendrik verhuist enige jaren later echter naar Brussel, waar hij eerst Jeanne Arrazola de Oñate huwt en vervolgens Françoise, markiezin de Pascale. Hij geeft het kasteel in bruikleen aan zijn zuster. Na meer dan 250 jaar vererving, verkoopt de familie het kasteeltje in 1763 aan de weduwe van Marcelis de Sart, Nederlands gezant aan het Russische Hof. Tussen 1763 en 1781 verkoopt de Westkerke tak 280 hectare aan landgoederen, boomgaarden, weilanden en bouwgronden rond Utrecht aan diverse partijen.

## Genealogie en uitdoving
Na de opheffing van ancien régime blijven er drie takken van de familie over. De oudste tak onder Philippe, heer van Westkerke, etc.; de grafelijke tak onder de 45-jarige Philippine, gravin van Limminghe; en de baroniale tak onder de 69-jarige Philippe, baron van Limelette. Echter, deze laatste gravin van Limminghe komt te overlijden vooraleer de adel wordt hersteld onder het Verenigd Koninkrijk der Nederlanden en de Spierenbroektak vraagt geen erkenning van adel aan. Hierdoor verkrijgt de 19-jarige Eugène II, kleinzoon van de 1ste baron van Limelette, in 1816 benoeming in de ridderschap van Brabant met de titel van graaf overgaande bij primogenituur.
De lijn van de jonge graaf sterf uit in 1891 bij het overlijden van zijn oudste zoon. De naam verdwijnt volledig in 1924 bij het overlijden van Jeanne van Mol van den Berghe de Limminghe. Haar moeder was de stamhouder van de Westkerketak en zorgde er voor dat haar kinderen ook haar naam gingen gebruiken.
- Daniel van den Berghe de Limminghe (†1554), lid Raad van Vlaanderen  Marie de Tassis (†1601
  - Marguerite (†1612) 1 Nicolas van Grave, heer van Roost 2 Richard van Pulle, ridder en Burgemeester van Leuven; geen nageslacht.
  - Martin (†1582), lid Rekenkamer van Brabant; ongehuwd.
  - Jean-Baptiste (†1623), Voorzitter Rekenkamer van Brabant  Anne de Baert de Berentrode (†1618)
    - Lamoral, heer van Biez en Piétrebais, Schepen en Schatbewaarder in Antwerpen en Meester Rekenkamer van Brabant  Catherine de Tassis
      - Marie-Florence  Claude-Philippe de Namur, Burggraaf van Elzée; geen nageslacht.
      - Charles  Marie de Fourneau; 2 jong gestorven zonen.
      - Lamoral-François, heer van Piétrebais en Grez, Voorzitter Rekenkamer van Brabant  Marie-Barbe van Varick, dochter van Nicolaas van Varick (1628-1656), Burggraaf van Brussel en Markgraaf van Antwerpen.
        - Philippine  Philippe-Adrien van Varick (†1734), Burggraaf van Brussel en baron van Libersart; geen nageslacht.
        - Corneille (†1738), Meester Rekenkamer van Brabant  Anne-Marie van de Werve
          - Henri (†1785), heer van Spierenbroek en Westkerke 
1  Françoise-Alexandrine de Pascale (†1749), dochter van markies François de Pascale (†1711), Gouverneur van Brussel
2  Jeanne-Marie Arrazola de Oñate (†1755);
            - Philippe, heer van Spierenbroek en Westkerke  Jeanne-Eleonore Arrazola de Oñate (†1825)
              - Josse (†1820)  Marie Thérèse Nijns;
                - Olive (†1855)  Guillaume Vanham (†1855); met nageslacht.
                - Marie-Anne (†<1855)  Augustin Goetgebeur (†1855); met nageslacht.
                - Pauline  Johannes Willem Vanmol (†1857); nageslacht neemt naam van Mol van den Berghe de Limminghe aan.

              - Reine (†1822), huwde met Charles Antoine Arrazola de Oñate, baron van Meldert; met nageslacht.

        - Charles I (†1756), graaf van Limminghe en heer van Neuve-Chapelle, Piétrebais, Grez, Burgemeester van Brussel en lid Raad van Brabant
1  Anne-Isabelle Arrazola de Oñate (†1720)
          - Charles II (†1744), ridder en Raadslid in de stad Leuven  Ernestine Arrazola de Oñate (†1730); geen nageslacht.
          - François Joseph (†1774), graaf van Limminghe en Gouverneur van Jaca  Eleonore O'Brien (†1788);
            - Philippine (†1807), gravin van Limminghe  Charles-Anointe, graaf d'Arberg de Valangin (†1768), Kamerheer van Keizerin Maria Theresia; geen nageslacht.

          - Guillaume (†1769), graaf van Grez, Raadslid in de stad Brussel en lid Raad van Brabant, bleef ongehuwd.
          - Marie-Barbe (†1750) 1 Johan-Ferdinand, graaf van Nostiz-Rieneck en kamerheer van Keizer Karel VI 2 Ferdinand, graaf van Nostitz-Rieneck 3 Baron Jacques de Kerpen, Postmeester-Generaal der Nederlanden; geen nageslacht.
          - Catherine-Augustine (†1777)  Jan II van Waes, soeverein baron van Kessenich; met nageslacht.

        - 2  Jeanne de Massiet
          - Philippe (†1810), baron van Limelette, lid Raad van Brabant, Raadslid in de stad Leuven  Françoise d'Udekem (†1804);
            - Eugène I (†1812), baron van Limelette (pretendent)  Maxilienne d'Alegambe, zuster van Charles d'Alegambe;
              - Eugène II (†1870), benoeming in de ridderschap van Brabant met de titel van graaf overgaande bij primogenituur  Emilie d'Alegambe (†1868);
                - Leon (†1891), graaf, diplomaat  Louise Dumortier, dochter van Barthélemy Dumortier; geen nageslacht.
                - Alfred (†1861), botanicus; wordt ongehuwd vermoord te Rome.

          - Anne-Philippine (†1782)  Pierre-Eugène Fusco de Mataloni, heer van Sart; met nageslacht.